# Basketball-Europameisterschaft der Damen 2009
Die Basketball-Europameisterschaft 2009 der Damen (offiziell: Eurobasket Women 2009) fand vom 7. Juni bis zum 20. Juni 2009 in Lettland statt.

## Austragungsorte

Außenansicht der Arēna Rīga

| Gruppe                   | Stadt    | Halle                       | Plätze |
| ------------------------ | -------- | --------------------------- | ------ |
| A                        | Liepāja  | Liepājas Olimpiskais centrs | 3.000  |
| B                        | Liepāja  | Liepājas Olimpiskais centrs | 3.000  |
| C                        | Valmiera | Vidzemes Olimpiskas centrs  | 1.500  |
| D                        | Valmiera | Vidzemes Olimpiskas centrs  | 1.500  |
| Zwischenrunde (Gruppe E) | Riga     | Arēna Rīga                  | 11.200 |
| Zwischenrunde (Gruppe F) | Riga     | Arēna Rīga                  | 11.200 |
| Finalrunde               | Riga     | Arēna Rīga                  | 11.200 |

## Vorrunde
In der Vorrunde spielten jeweils vier Mannschaften in vier Gruppen gegeneinander. Der Sieger eines Spiels erhielt zwei Punkte, der Verlierer einen Punkt. Stand ein Spiel am Ende der regulären Spielzeit unentschieden, so gab es eine Verlängerung.
| Gruppe A                                    | Gruppe B                                   | Gruppe C                                | Gruppe D                                  |
| ------------------------------------------- | ------------------------------------------ | --------------------------------------- | ----------------------------------------- |
| - Ukraine - Tschechien - Spanien - Slowakei | - Griechenland - Lettland - Polen - Ungarn | - Russland - Litauen - Türkei - Serbien | - Belarus - Italien - Frankreich - Israel |

### Gruppe A –Liepāja
| Platz | Team       | Spiele | Siege | Niederl. | Körbe   | Punkte | Diff. |
| ----- | ---------- | ------ | ----- | -------- | ------- | ------ | ----- |
| 1     | Spanien    | 3      | 3     | 0        | 222:172 | 6      | +50   |
| 2     | Slowakei   | 3      | 2     | 1        | 196:184 | 5      | +12   |
| 3     | Tschechien | 3      | 1     | 2        | 196:208 | 4      | −12   |
| 4     | Ukraine    | 3      | 0     | 3        | 191:241 | 3      | −50   |

### Gruppe B –Liepāja
| Platz | Team         | Spiele | Siege | Niederl. | Körbe   | Punkte | Diff. |
| ----- | ------------ | ------ | ----- | -------- | ------- | ------ | ----- |
| 1     | Lettland     | 3      | 3     | 0        | 232:179 | 6      | +53   |
| 2     | Polen        | 3      | 2     | 1        | 174:199 | 5      | −25   |
| 3     | Griechenland | 3      | 1     | 2        | 187:175 | 4      | +12   |
| 4     | Ungarn       | 3      | 0     | 3        | 155:195 | 3      | −40   |

### Gruppe C –Valmiera
| Platz | Team     | Spiele | Siege | Niederl. | Körbe   | Punkte | Diff. |
| ----- | -------- | ------ | ----- | -------- | ------- | ------ | ----- |
| 1     | Russland | 3      | 3     | 0        | 206:150 | 6      | +56   |
| 2     | Türkei   | 3      | 2     | 1        | 195:195 | 5      | ±0    |
| 3     | Litauen  | 3      | 1     | 2        | 189:178 | 4      | +11   |
| 4     | Serbien  | 3      | 0     | 3        | 141:208 | 3      | −67   |

### Gruppe D –Valmiera
| Platz | Team       | Spiele | Siege | Niederl. | Körbe   | Punkte | Diff. |
| ----- | ---------- | ------ | ----- | -------- | ------- | ------ | ----- |
| 1     | Frankreich | 3      | 3     | 0        | 212:192 | 6      | +20   |
| 2     | Italien    | 3      | 2     | 1        | 203:198 | 5      | +05   |
| 3     | Belarus    | 3      | 1     | 2        | 200:206 | 4      | −06   |
| 4     | Israel     | 3      | 0     | 3        | 210:229 | 3      | −19   |

## Zwischenrunde
Nach der Vorrunde qualifizierten sich jeweils die ersten drei Mannschaften einer Gruppe für die Zwischenrunde. Die drei Teams der Gruppen A und B bildeten die Gruppe E, die Qualifizierten der Gruppen C und D bildeten die neue Gruppe F. Jedes Team trat einmal gegen jedes der drei Teams aus der anderen Vorrundengruppe an. Die Punkte aus den Vorrundenspielen wurden weitergeführt.
Die Gruppen setzten dich also wie folgt zusammen:
| Gruppe E                                                            | Gruppe F                                                       |
| ------------------------------------------------------------------- | -------------------------------------------------------------- |
| - Spanien - Slowakei - Tschechien - Lettland - Polen - Griechenland | - Russland - Türkei - Litauen - Frankreich - Italien - Belarus |

### Gruppe E –Riga
| Platz | Team         | Spiele | Siege | Niederl. | Körbe   | Punkte | Diff. |
| ----- | ------------ | ------ | ----- | -------- | ------- | ------ | ----- |
| 1     | Spanien      | 5      | 5     | 0        | 338:276 | 10     | +62   |
| 2     | Slowakei     | 5      | 3     | 2        | 319:313 | 8      | +06   |
| 3     | Lettland     | 5      | 3     | 2        | 350:312 | 8      | +38   |
| 4     | Griechenland | 5      | 2     | 3        | 297:301 | 7      | −04   |
| 5     | Tschechien   | 5      | 1     | 4        | 291:326 | 6      | −35   |
| 6     | Polen        | 5      | 1     | 4        | 293:360 | 6      | −67   |

### Gruppe F –Riga
| Platz | Team       | Spiele | Siege | Niederl. | Körbe   | Punkte | Diff. |
| ----- | ---------- | ------ | ----- | -------- | ------- | ------ | ----- |
| 1     | Frankreich | 5      | 5     | 0        | 323:286 | 10     | +37   |
| 2     | Russland   | 5      | 4     | 1        | 333:295 | 9      | +38   |
| 3     | Belarus    | 5      | 2     | 3        | 317:321 | 7      | −04   |
| 4     | Italien    | 5      | 2     | 3        | 318:323 | 7      | −05   |
| 5     | Türkei     | 5      | 2     | 3        | 307:340 | 7      | −33   |
| 6     | Litauen    | 5      | 0     | 5        | 286:319 | 5      | −33   |

## Finalrunden

### Modus
Nach der Zwischenrunde qualifizierten sich jeweils die ersten vier Teams der beiden Gruppen E und F für die Finalrunde. Gespielt wurde im Viertelfinale über Kreuz gegen einen Gegner aus der jeweils anderen Zwischenrundengruppe. Anschließend trafen sowohl die Sieger der Viertelfinals im Halbfinale aufeinander, als auch die Verlierer im „kleinen Halbfinale“. Die Sieger der Halbfinalspiele bestritten das Finale, die Verlierer das Spiel um Platz 3. Die Sieger des „kleinen Halbfinales“ spielten um Platz 5, die Verlierer um Platz 7.

### Turnierbaum
Alle Zeiten in Osteuropäische Sommerzeit (OESZ)
|  | Viertelfinale              | Viertelfinale              |                            |                            | Halbfinale                 | Halbfinale |  |  | Finale                     | Finale                     |
|  |                            |                            |                            |                            |                            |            |  |  |                            |                            |
|  | 43 – 17. Juni 2009 – 20:15 |                            |                            |                            |                            |            |  |  |                            |                            |
|  | Spanien                    | 61                         |                            |                            |                            |            |  |  |                            |                            |
|  | Spanien                    | 61                         | 49 – 19. Juni 2009 – 20:15 |                            |                            |            |  |  |                            |                            |
|  | Italien                    | 42                         |                            |                            |                            |            |  |  |                            |                            |
|  | Italien                    | 42                         | Spanien                    | 61                         |                            |            |  |  |                            |                            |
|  |                            |                            | Spanien                    | 61                         |                            |            |  |  |                            |                            |
|  |                            | Russland                   | 77                         |                            |                            |            |  |  |                            |                            |
|  | Russland                   | Russland                   | 77                         | 69                         |                            |            |  |  |                            |                            |
|  | Russland                   |                            |                            | 69                         |                            |            |  |  |                            |                            |
|  | Lettland                   | 64                         |                            | 54 – 20. Juni 2009 – 20:15 | 54 – 20. Juni 2009 – 20:15 |            |  |  |                            |                            |
|  | 45 – 18. Juni 2009 – 20:15 | 45 – 18. Juni 2009 – 20:15 | Russland                   | 53                         |                            |            |  |  |                            |                            |
|  | 44 – 17. Juni 2009 – 17:45 | 44 – 17. Juni 2009 – 17:45 |                            | Frankreich                 | 57                         |            |  |  |                            |                            |
|  | Slowakei                   | 68                         |                            |                            |                            |            |  |  |                            |                            |
|  | Belarus                    | 70                         |                            |                            |                            |            |  |  |                            |                            |
|  | Belarus                    | 70                         | Belarus                    | 56                         |                            |            |  |  |                            |                            |
|  |                            |                            | Belarus                    | 56                         | Spiel um Platz 3           |            |  |  |                            |                            |
|  |                            | Frankreich                 | 64                         |                            |                            |            |  |  |                            |                            |
|  | Frankreich                 | Frankreich                 | 64                         | 51                         | Spanien                    | 63         |  |  |                            |                            |
|  | Frankreich                 | 50 – 19. Juni 2009 – 18:00 |                            | 51                         | Spanien                    | 63         |  |  |                            |                            |
|  | Griechenland               | 49                         |                            | Belarus                    | 56                         |            |  |  |                            |                            |
|  | Griechenland               | 49                         |                            |                            | 56                         |            |  |  |                            |                            |
|  | 46 – 18. Juni 2009 – 17:45 | 46 – 18. Juni 2009 – 17:45 |                            |                            |                            |            |  |  | 53 – 20. Juni 2009 – 18:00 | 53 – 20. Juni 2009 – 18:00 |

#### Plätze 5 bis 8
|  | Kleines Halbfinale         | Kleines Halbfinale         |                            |    | Finalrunden 5.–8. Platz    | Finalrunden 5.–8. Platz    |
|  |                            |                            |                            |    |                            |                            |
|  | Italien                    | 68                         |                            |    |                            |                            |
|  | Lettland                   | 66                         |                            |    |                            |                            |
|  | 47 – 19. Juni 2009 – 15:45 |                            |                            |    |                            |                            |
|  |                            |                            | 52 – 20. Juni 2009 – 15:45 |    |                            |                            |
|  | Italien                    | 56                         |                            |    |                            |                            |
|  |                            | Griechenland               | 60                         |    |                            |                            |
|  |                            |                            |                            |    |                            |                            |
|  | 7. und 8. Platz            |                            |                            |    |                            |                            |
|  | 48 – 19. Juni 2009 – 13:30 | 48 – 19. Juni 2009 – 13:30 | Lettland                   | 67 |                            |                            |
|  | Slowakei                   | 59                         | Slowakei                   | 59 |                            |                            |
|  | Griechenland               | 64                         |                            |    | 51 – 20. Juni 2009 – 13:30 | 51 – 20. Juni 2009 – 13:30 |

## Endstände
| Rang                       | Team         | Siege: Niederl. | Korbverhältnis |
| Finalrunden                | Finalrunden  | Finalrunden     | Finalrunden    |
| -------------------------- | ------------ | --------------- | -------------- |
| 1                          | Frankreich   | 9: 0            | 1,1051         |
| 2                          | Russland     | 7: 2            | 1,1751         |
| 3                          | Spanien      | 8: 1            | 1,1922         |
| 4                          | Belarus      | 4: 5            | 0,9797         |
| 5                          | Griechenland | 5: 4            | 1,0373         |
| 6                          | Italien      | 4: 5            | 0,9739         |
| 7                          | Lettland     | 5: 4            | 1,0988         |
| 8                          | Slowakei     | 4: 5            | 1,0228         |
| Nicht im Viertelfinale     |              |                 |                |
| 9                          | Türkei       | 2: 4            | 0,9418         |
| 9                          | Tschechien   | 2: 4            | 0,9181         |
| 11                         | Polen        | 2: 4            | 0,8547         |
| 11                         | Litauen      | 1: 5            | 0,9701         |
| Nicht in der Zwischenrunde |              |                 |                |
| 13                         | Israel       | 0: 3            | 0,9170         |
| 13                         | Ungarn       | 0: 3            | 0,7949         |
| 13                         | Ukraine      | 0: 3            | 0,7925         |
| 13                         | Serbien      | 0: 3            | 0,6779         |

## Ehrungen
Zur wertvollsten Spielerin wurde die Griechin Evanthia Maltsi gewählt. Komplettiert wurde das All-Tournament Team von der Lettin Anete Jēkabsone-Žogota, den Französinnen Sandrine Gruda und Céline Dumerc sowie der Russin Swetlana Abrossimowa.

## Statistiken

### Insgesamt
- Spiele: 54
- Punkte: 6.802

### Meiste Punkte
| Spieler                | Nationalität | Punkte |
| ---------------------- | ------------ | ------ |
| Evanthia Maltsi        | Griechenland | 203    |
| Anete Jēkabsone-Žogota | Lettland     | 183    |
| Anna Montañana         | Spanien      | 146    |
| Laura Macchi           | Italien      | 144    |
| Sandrine Gruda         | Frankreich   | 139    |

### Meiste Punkte pro Spiel
| Spieler                | Nationalität | Punkte |
| ---------------------- | ------------ | ------ |
| Evanthia Maltsi        | Griechenland | 22,6   |
| Anete Jēkabsone-Žogota | Lettland     | 20,3   |
| Anna Montañana         | Spanien      | 16,2   |
| Laura Macchi           | Italien      | 16,0   |
| Sandrine Gruda         | Frankreich   | 15,4   |

### Meiste Rebounds pro Spiel
| Spieler               | Nationalität | Rebounds |
| --------------------- | ------------ | -------- |
| Jelena Lewtschenko    | Belarus      | 9,2      |
| Pelagia Papamichail   | Griechenland | 8,1      |
| Marija Stepanowa      | Russland     | 7,9      |
| Sandrine Gruda        | Frankreich   | 7,6      |
| Magdalena Leciejewska | Polen        | 7,5      |

### Meiste Assists pro Spiel
| Spieler                | Nationalität | Assists |
| ---------------------- | ------------ | ------- |
| Birsel Vardarlı        | Türkei       | 4,7     |
| Dimitra Kalentzou      | Griechenland | 4,1     |
| Anete Jēkabsone-Žogota | Lettland     | 3,9     |
| Natalja Martschenko    | Belarus      | 3,9     |
| Céline Dumerc          | Frankreich   | 3,3     |